# Clandestino (album de Manu Chao)
Pour les articles homonymes, voir Clandestino.
Albums de Manu Chao
Casa Babylon
(1994) Próxima Estación: Esperanza
(2000)
Clandestino est le premier album solo du chanteur français Manu Chao en 1998 et mixé avec et par Renaud Letang.

## Historique
Ne voyant plus les membres de la Mano Negra, le chanteur s'entoure vite de nouveaux amis à travers les villes et les pays qu'il traverse, enregistrant petit à petit de nouveaux sons, mélangeant de nouveaux styles.
À l'époque où il vivait à Rio de Janeiro, Manu Chao, s'était tourné vers ce qu'il appelle lui-même la « techno hardcore ».

Il décide alors d'enregistrer un dernier disque, Clandestino, qui devait mettre un terme à sa carrière musicale. Au début, il y insère son style du moment, la techno. Même si ses amis et sa famille lui disent que la techno n'est pas toujours très appropriée à sa musique, Manu Chao s'entête. Cependant, un jour, un bogue informatique supprime tous les rythmes technos du disque. Dépouillée et moins chargée, la musique de Clandestino apparaît beaucoup plus prenante. Renaud Letang (ingénieur du son qui a déjà travaillé avec Alain Souchon) peaufine le disque. Manu Chao dira :
Je l'ai enregistré comme une thérapie personnelle. C'était comme dire : ma carrière musicale s'achève là. C'est terminé et je chercherai autre chose (à faire). Mais avant d'en finir avec la musique, je sentais que je devais encore sortir ce disque. Je m'en fichais que le disque plaise à 10 000 ou 15 000 personnes. Qu'il plaise à plus de 200 000 personnes me paraissait impossible. Je venais d'un style rock et je ne pensais pas que je pouvais plaire à un autre type de public. Peu avant la sortie du disque, j'ai fait mes adieux en disant : « Je m'en vais ailleurs et j'irai sans ma guitare ». Mais ce disque m'a fait débuter (autre chose) et m'a lié à la musique[réf. nécessaire].
En effet, encore quelques jours avant la sortie du disque, en avril 1998, il disait aux gens qu'il croisait que « Clandestino est juste une maquette ».
Mais à sa grande surprise, le disque est un succès et sa carrière prend un tour nouveau. Clandestino deviendra une des références majeures de la musique latine des années 2000 et le symbole de la musique fusion et métissée.
La sortie de l'album s'accompagne de celle d'un CD single de promotion du même nom que l'album mais contenant deux titres inédits : "Mr Bobby" (2:57) (écrit par Manu Chao) et "Bienvenido A Tijuana" (2:43) (écrit par François Meslouhi et Manu Chao).

## Accueil

### Succès commercial
Avec ce disque, Manu surprendra ses fans et ira à la rencontre d'un autre public, plus porté vers la musique latine. En réalité, les titres du dernier album de la Mano Negra, Casa Babylon, annonçait très clairement le passage du rock des débuts aux ballades reggae de Clandestino. Dans un style carnet de route, l'album Clandestino mélange tour à tour, reggae, rock, musique latine traditionnelle, rumbas, rythmes brésiliens, le tout entrecoupé de petits textes radiophoniques, dont un extrait de discours du sous-commandant Marcos.
Malgré les refus initiaux des radios NRJ, RTL2 et Europe 2 de programmer Clandestino, trouvant que « les chansons ne rentraient pas dans leur format », l'album connaît un fort succès en France, en Espagne, en Italie et en Amérique latine : il s'écoule ainsi à plus de 3 millions d'exemplaires, dont deux millions à l'étranger. Il est certifié disque de diamant (plus d'un million d'exemplaires vendus) en France et disque de platine (plus de 60 000 exemplaires vendus) en Argentine. Les titres les plus célèbres sont Je ne t'aime plus, Bongo Bong, Clandestino, Desaparecido, etc.
Pour la première fois depuis des années, Manu Chao arrive à poser ses valises quelque part et se fixe alors à Barcelone, répétant beaucoup avec son groupe Radio Bemba.

### Accueil critique
- Victoire de la musique 1999 du meilleur album de musiques traditionnelles ou de musiques du monde de l'année pour Clandestino.

- L'album est classé par le magazine Rolling Stone parmi les dix meilleurs albums de la musique latine du monde[6].

## Liste des pistes
| No  | Titre                | Traduction                                            | Durée |
| --- | -------------------- | ----------------------------------------------------- | ----- |
| 1.  | Clandestino          | Clandestin                                            | 2:29  |
| 2.  | Desaparecido         | Disparu                                               | 3:47  |
| 3.  | Bongo Bong           | Roi de Bongo (traduction du titre d'origine)          | 2:38  |
| 4.  | Je ne t'aime plus    |                                                       | 2:02  |
| 5.  | Mentira              | Mensonge                                              | 4:37  |
| 6.  | Lágrimas de Oro      | Larmes d'or                                           | 2:57  |
| 7.  | Mama Call            | Appel de la "Mama"                                    | 2:21  |
| 8.  | Luna Y Sol           | Lune et soleil                                        | 3:07  |
| 9.  | Por El Suelo         | Par terre                                             | 2:21  |
| 10. | Welcome to Tijuana   | Bienvenue à Tijuana                                   | 4:04  |
| 11. | Día Luna... Día Pena | Jour lune, jour peine                                 | 1:30  |
| 12. | Malegría             | [la joie qui fait mal] formé de Mal et Alegria (joie) | 2:55  |
| 13. | La vie à 2           |                                                       | 3:00  |
| 14. | Minha Galera         | Mon équipage                                          | 2:21  |
| 15. | La Despedida         | L'au-revoir                                           | 3:09  |
| 16. | El Viento            | Le vent                                               | 2:28  |

## Classement dans les hit-parades d'albums
Pays, meilleure place, nombre de semaines
- France : no 1, 189 semaines
- Suisse : no 9, 115 semaines
- Autriche : no 13, 30 semaines
- Danemark : no 29, 1 semaine
- Pays-Bas : no 45, 30 semaines
- Norvège : no 35, 2 semaines

Source : swisscharts.com

## Bonus édition 20th
Pour les 20 ans de l'album en 2018-2019, quelques titres bonus sont publiés, ce sont des titres inédits et maquettes enregistrés à l'époque de la création de l'album dans les années 1990.
- Roadies Rules (memories from the Clandestino album period)
- Bleedin clown (memories from the Clandestino album period)
- Easy rider (memories from the Clandestino album period)
- Mr Bobby (demo version from the Clandestino album period)
- Bienvenida a Tijuana (demo version from the Clandestino album period)